# August Wilhelm Ambros
August Wilhelm Ambros (17 de novembre de 1816 – Viena, 28 de juny de 1876) fou un compositor, musicòleg i crític musical austríac.
Sota els auspicis del seu pare, Ambros estudià dret a Praga (la seva família era originària de la República Txeca), i el 1850 fou nomenat fiscal de l'audiència d'aquesta ciutat. Al mateix temps es va dedicar a l'estudi de la música i de l'estètica. Va compondre diverses obres, entre les quals hi ha les òperes Bretislava Jitka, Otello, Catalina d'Heilbron, un Stabat Mater i diversos Lieder, simfonies i obertures inspirades en l'escola de Mendelssohn, que tingueren un èxit més aviat modest.
Es va donar a conèixer com a escriptor i crític musical en la Neue Zeitschrif tür Musik, on escrivia sota el pseudònim de Flamis. El seu model en el terreny de la crítica musical era Robert Schumann, amb qui va mantenir correspondència entre el 1845 i el 1850. Poc després, Ambros es va incorporar a la direcció del Conservatori de Praga i el 1869 va obtenir la càtedra d'història de la música en la Universitat de Praga, on a més va fundar la Prager Davidsbund («Cofradia de David, de Praga»). Juntament amb molts amics de la burgesia de Praga, entre els quals hi havia Eduard Hanslick («Renatus»), Ambros es va oposar al conservadorisme musical dominant llavors a Praga. El 1872 es va traslladar a Viena, on va ser professor del príncep imperial Rodolf i del conservatori, i també funcionari del Ministeri de Justícia.
A més de compositor, Ambros va ser un excel·lent pianista, amb reminiscències de Felix Mendelssohn, del qual era un admirador, però en vida va ser reconegut sobretot com a escriptor i crític musical. La seva primera publicació important, Die Grenzen der Musik und Poesie («Els límits de la música i la poesia») publicada a Leipzig en 1856, és una resposta a la públicació d'Eduard Hannslick Vom Musikalisch-Schönen («Sobre la bellesa musical»). Ambros oposa la noció de beseelten Form («forma animada») al famós concepte estètic de Hanslick d'una tönend bewegten Form («forma sonora en moviment» o arquitectura sonora). La tesi principal d'aquesta publicació va ser tan semblant a la de Hanslick que no es pot dir que l'aportació d'Ambros als debats estètics de la segona meitat del segle xix gaudís de la mateixa difusió i èxit. Tanmateix, aquesta obra i altres publicacions com ara Culturhistorische Bilder aus dem Musikleben der Gegenwart (1860) o les Bunte Blätter (1872/1874), el van situar com un dels crítics musicals més importants del seu temps.
La seva obra més important és la Història de la música en tres volums. El primer volum és un estudi de la música de les cultures no europees i de la música antiga (amb un èmfasi especial en la música grega); el segon volum repassa la música des del segle IV fins als inicis del segle xv (amb extensos capítols sobre el cant gregorià, Guido d'Arezzo, Antoine Busnois i Guillaume Dufay); i el tercer volum s'ocupa de la música de l'escola francoflamenca, amb una especial atenció sobre l'obra de Josquin Desprez.
Entre la resta de publicacions d'Ambros també hi ha El conservatori de Praga (1857); La catedral de Praga (1858); La teoria de la interdicció dels quintets (Leipzig, 1859); La música considerada com a element de civilització en la Història (Leipzig, 1860); El llogarret de Kartstein (1865), un interessant estudi d'arqueologia; Fulles barrejades; Apunts i estudis (Leipzig, 1872-1874).
La seva obra pòstuma és un volum titulat Des d'Itàlia (Presburg, 1880), que consisteix en una compilació d'articles.